# Риальто (квартал Венеции)

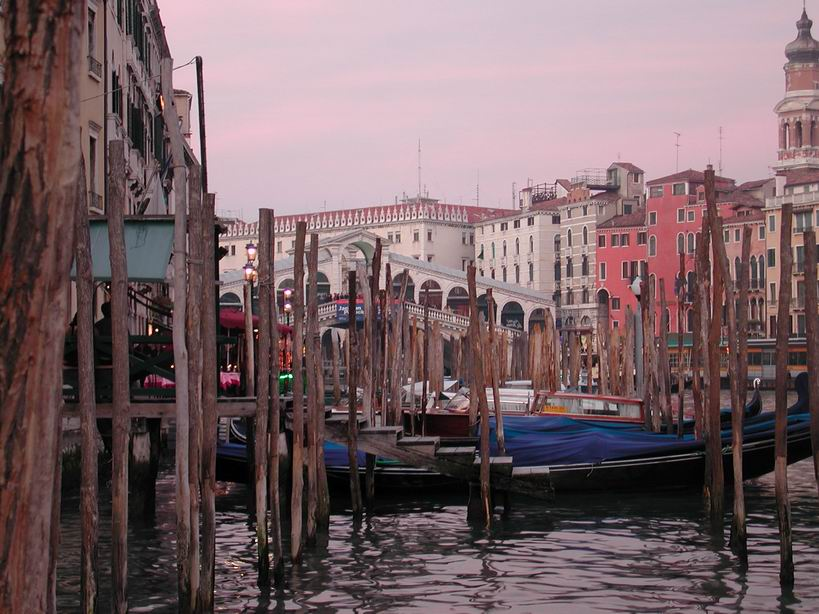
Риальто

Риальто (итал. Rialto) — исторический квартал Венеции, расположенный в районах Сан-Поло и Сан-Марко, считается финансовым и коммерческим центром Венеции. Известен своими достопримечательностями, в частности, мостом Риальто.
Район был заселён в IX веке и приобрёл большое значение с 1097 года, когда здесь были размещены рынки Венеции. В 1178 году здесь был построен понтонный мост через Гранд-канал, который в 1255 году был заменён деревянным мостом Риальто.
Во времена расцвета Венецианской республики, когда Венеция контролировала морскую торговлю между Востоком и Западом, в Риальто шла оживлённая торговля золотом, пряностями, шелками, красками и тканями. Здесь размещались розничные и оптовые рынки, склады, магазины, торгующие предметами роскоши, конторы банков и страховых агентств, а также налоговая служба Венеции. Скотобойня города также располагалась в Риальто. Здесь же располагался дворец Фондако деи Тедески.
Большинство зданий в Риальто были уничтожены во время пожара в 1514 году, единственным уцелевшим было здание церкви Сан-Джакомо-ди-Риальто. После пожара район был восстановлен, но перестроен по более функциональному плану.
В настоящее время квартал утратил прежнее экономическое значение, но остаётся местом оживлённой розничной торговли, где действует рыбный рынок и расположены многочисленные магазины овощей, фруктов и ароматических трав.
Квартал Риальто упоминается в литературных произведениях, в частности в пьесе «Венецианский купец» У. Шекспира, где Шейлок спрашивает: «Какие новости на Риальто?» (1-й акт, сцена III), тот же вопрос задаёт и Саланио (3-й акт, сцена I). Английская поэтесса викторианской эпохи Элизабет Браунинг в своих «Португальских сонетах» пишет о Риальто: «Душа Риальто — это торговля…»